# سوزان آثي

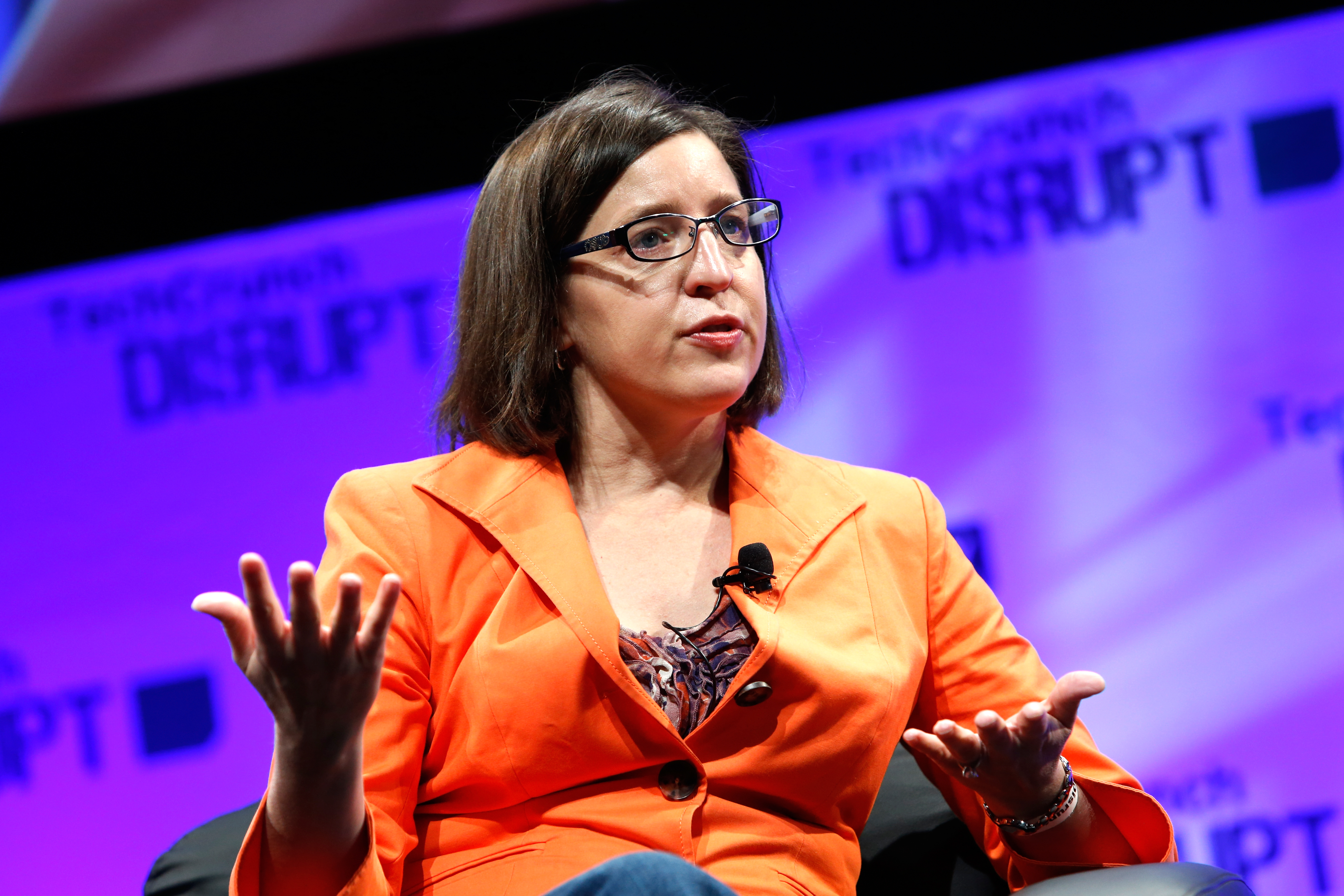

سوزان كارلتون أثي (بالإنجليزية: Susan Carleton Athey) (من مواليد 29 نوفمبر 1970)، عالمة اقتصاد أمريكية. وهي أستاذة لاقتصاديات التكنولوجيا في كلية العلوم الإنسانية والعلوم في كلية ستانفورد للدراسات العليا للأعمال. كانت أستاذة في جامعة هارفارد قبل انضمامها للعمل في جامعة ستانفورد، وهي الفائزة الأولى بميدالية جون بيتس كلارك. تعمل حاليًا كمستشارة لشركة مايكروسوفت بالإضافة إلى كونها باحثة استشارية في فريق أبحاث مايكروسوفت. كما أنها تعمل كزميلة أولى في معهد ستانفورد لأبحاث السياسة الاقتصادية.

## حياتها المبكرة وتعليمها
وُلدت أثي في بوسطن، ماساتشوستس، ونشأت في روكفيل بولاية ماريلاند لإليزابيث جوهانسن، مدرسة لغة إنجليزية ومحررة أخبار مستقلة، وويت أثي، طالب دراسات عليا في الفيزياء.
التحقت أثي بجامعة ديوك في سن 16 عامًا سنة 1991. درست آثي ثلاث تخصصات في الجامعة، الاقتصاد والرياضيات وعلوم الحواسيب. كانت بدايتها في البحث الاقتصادي من خلال وظيفة صيفية تتمثل في إعداد المعطيات اللازمة لشركة تبيع أجهزة الكمبيوتر الشخصية للحكومة من خلال مزادات الشراء، والعمل على المشاكل المتعلقة بالمزادات مع بوب مارشال، وهو أستاذ في جامعة ديوك، والذي عمل أيضًا في مجال الاحتياجات الدفاعية، بالإضافة إلى مساعدته آثي في عملها في مزادات الشراء. شاركت آثي في عدد من الأنشطة في جامعة ديوك وعملت كأمين خزانة أخوية تشي أوميغا ورئيسة لنادي هوكي الحقل.
تخرجت آثي بدرجة الدكتوراه من كلية ستانفورد للدراسات العليا للأعمال في سن ال24 عام 1995. أشرف بول ميلغروم ودونالد جون روبرتس على أطروحتها. كما حصلت أثي على درجة الدكتوراه الفخرية من جامعة ديوك.
تزوجت آثي من الاقتصادي غيدو فيلهيلموس إمبينز، وأنجبا طفلين سوية.

## مهنتها

### مهنتها الأكاديمية
عملت آثي لأول مرة بعد تخرجها كمساعدة وأستاذة مساعدة ورئيسة لشركة كاستل كروب في معهد ماساتشوستس للتكنولوجيا لمدة ست سنوات قبل العودة إلى قسم الاقتصاد في ستانفورد كأستاذة لتشغل منصب هولبروك لمدة خمس سنوات أخرى. ثم عملت كأستاذة للاقتصاد في جامعة هارفارد حتى عام 2012، إلى أن عادت إلى كلية ستانفورد للدراسات العليا للأعمال، جامعتها الأم.

### بحثها في مجال المزادات
كانت المزادات هي السبب في دخول آثي مجال الاقتصاد. وقد ساهمت في جميع الأبعاد البحثية في مجال المزادات. يتمثل عمل آثي النظري على التواطؤ في الألعاب المتكررة على المزادات.